# رانكين (إلينوي)
رانكين (بالإنجليزية: Rankin)‏ هي منطقة سكنية تقع في الولايات المتحدة في مقاطعة فيرميليون، إلينوي. يقدر عدد سكانها بـ 617 نسمة وترتفع عن سطح البحر 220 متر.

## التركيبة السكانية
حدّد مكتب تعداد الولايات المتحدة بيانات التركيبة السكانية لرانكين في تعداد الولايات المتحدة. في ما يلي، التركيبة السكانية حسب تعدادي 2000 و2010.

### تعداد عام 2000
بلغ عدد سكان رانكين 617 نسمة بحسب تعداد عام 2000، وبلغ عدد الأسر 247 أسرة وعدد العائلات 162 عائلة مقيمة في القرية. في حين سجلت الكثافة السكانية 411.3 نسمة لكل كيلومتر مربع (1,065.3/ميل2). وبلغ عدد الوحدات السكنية 282 وحدة بمتوسط كثافة قدره 188 لكل كيلومتر مربع (486.9/ميل2).
وتوزع التركيب العرقي للقرية بنسبة 93.52% من البيض و0.16% من الأمريكيين الأفارقة و0.49% من الأمريكيين الأصليين و0.49% من الأمريكيين ذوي الأصول الآسيوية و4.86% من الأعراق الأخرى و0.49% من عرقين مختلطين أو أكثر و6.16% من الهسبانيون أو اللاتينيون من أي عرق.
بلغ عدد الأسر 247 أسرة كانت نسبة 32% منها لديها أطفال تحت سن الثامنة عشر تعيش معهم، وبلغت نسبة الأزواج القاطنين مع بعضهم البعض 51.8% من أصل المجموع الكلي للأسر، ونسبة 8.9% من الأسر كان لديها معيلات من الإناث دون وجود شريك،  بينما كانت نسبة 4.9% من الأسر لديها معيلون من الذكور دون وجود شريكة وكانت نسبة 34.4% من غير العائلات. تألفت نسبة 30% من أصل جميع الأسر من عدة أفراد يعيشون في نفس المنزل ونسبة 15.8% كانت تتألف من شخص يعيش بمفرده يبلغ من العمر 65 عاماً أو أكثر. وبلغ متوسط حجم الأسرة المعيشية 2.50، أما متوسط حجم العائلات فبلغ 3.09.
بلغ العمر الوسطي للسكان 37.1 عاماً. وكانت نسبة 27.9% من القاطنين تحت سن الثامنة عشر، وكانت نسبة 6% بين الثامنة عشر والرابعة والعشرين عاماً، ونسبة 27.1% كانت واقعةً في الفئة العمرية ما بين الخامسة والعشرين والرابعة والأربعين عاماً، ونسبة 21.1% كانت ما بين الخامسة والأربعين والرابعة والستين، ونسبة 18% كانت ضمن فئة الخامسة والستين عاماً فما فوق. يوجد لكل 100 أنثى 102.3 ذكر، ويوجد لكل 100 أنثى في الثامنة عشر من عمرها فما فوق 96.0 ذكر.
بلغ متوسط دخل الأسرة في القرية 29,063 دولارًا، أما متوسط دخل العائلة فبلغ 35,234 دولارًا. وكان متوسط دخل الذكور 30,446 دولارًا مقابل 22,188 دولارًا للإناث. وسجل دخل الفرد الخاص بالقرية 14,005 دولارًا. وكانت نسبة 9.2% من العائلات ونسبة 13.6% من السكان تحت خط الفقر، وكان من هؤلاء نسبة 12.6% تحت سن الثامنة عشر ونسبة 11.2% في الخامسة والستين من العمر وما فوق.

### تعداد عام 2010
بلغ عدد سكان رانكين 561 نسمة بحسب تعداد عام 2010، وبلغ عدد الأسر 226 أسرة وعدد العائلات 140 عائلة مقيمة في القرية. في حين سجلت الكثافة السكانية 374 نسمة لكل كيلومتر مربع (968.7/ميل2). وبلغ عدد الوحدات السكنية 269 وحدة بمتوسط كثافة قدره 179.3 لكل كيلومتر مربع (464.4/ميل2).
وتوزع التركيب العرقي للقرية بنسبة 92.51% من البيض و0.71% من الأمريكيين الأفارقة و4.46% من الأعراق الأخرى و2.32% من عرقين مختلطين أو أكثر و6.95% من الهسبانيون أو اللاتينيون من أي عرق.
بلغ عدد الأسر 226 أسرة كانت نسبة 31.4% منها لديها أطفال تحت سن الثامنة عشر تعيش معهم، وبلغت نسبة الأزواج القاطنين مع بعضهم البعض 39.8% من أصل المجموع الكلي للأسر، ونسبة 18.1% من الأسر كان لديها معيلات من الإناث دون وجود شريك،  بينما كانت نسبة 4% من الأسر لديها معيلون من الذكور دون وجود شريكة وكانت نسبة 38.1% من غير العائلات. تألفت نسبة 32.7% من أصل جميع الأسر من عدة أفراد يعيشون في نفس المنزل ونسبة 15.5% كانت تتألف من شخص يعيش بمفرده يبلغ من العمر 65 عاماً أو أكثر. وبلغ متوسط حجم الأسرة المعيشية 2.48، أما متوسط حجم العائلات فبلغ 3.18.
بلغ العمر الوسطي للسكان 37.9 عاماً. وكانت نسبة 28% من القاطنين تحت سن الثامنة عشر، وكانت نسبة 8% بين الثامنة عشر والرابعة والعشرين عاماً، ونسبة 23% كانت واقعةً في الفئة العمرية ما بين الخامسة والعشرين والرابعة والأربعين عاماً، ونسبة 23.7% كانت ما بين الخامسة والأربعين والرابعة والستين، ونسبة 17.3% كانت ضمن فئة الخامسة والستين عاماً فما فوق. وتوزع التركيب الجنسي للسكان بنسبة 51.7% ذكور و48.3% إناث.